# HD 82943
HD 82943，即長蛇座164 G.（164 G. Hydrae） ，是一顆距離地球約89光年的黃矮星，位於長蛇座。該恆星旁已確認有兩顆系外行星存在，並且有說法認為另有其他行星已被該恆星吞噬。HD 82943的質量大約是太陽的1.15倍。

## 行星系統
該系統的第一顆行星 HD 82943 b 於2000年由米歇爾·麥耶帶領的一組天文學家宣布發現。該行星和母恆星距離是1.19天文單位，公轉週期約441日。接近一年後同樣一組科學家宣布發現第二顆行星 HD 82943 c。第二顆行星與母恆星的距離較第一顆近，為0.746天文單位，軌道週期219日。這兩顆行星有比例2:1的軌道共振。
2001年宣布 HD 82943 有含量異常高的鋰-6同位素。恆星在一般狀況下並不會有這種鋰同位素，但是行星的溫度不可能到達使鋰-6產生核反應的溫度，因此在行星中這種同位素是可以存在的。而最簡單的解釋就是至少有一顆行星或行星物質被恆星吞噬，這種情況在經過了恆星早期演化階段後有時會發生。
| 成員 (依恆星距離) | 质量    | 半長軸 (AU) | 轨道周期 (天) | 離心率 | 傾角 | 半径 |
| ----------------- | ------- | ----------- | ------------- | ------ | ---- | ---- |
| c                 | 2.01 MJ | 0.746       | 219.3         | 0.359  | —    | —    |
| b                 | 1.75 MJ | 1.19        | 441.2         | 0.219  | —    | —    |

## 外部連結
- . Extrasolar Visions.   [2008-07-15]. （原始内容存档于2007-11-11）.
- . Astronomy Picture of the Day. NASA. 2001-05-18  [2008-07-15]. （原始内容存档于2008-07-07）.
- . The Extrasolar Planets Encyclopaedia.   [2008-07-15]. （原始内容存档于2008-08-03）.
- . European Southern Observatory. 2001-05-09  [2008-07-15]. （原始内容存档于2008-05-07）.
- Extrasolar Planet Interactions（页面存档备份，存于） by Rory Barnes & Richard Greenberg, Lunar and Planetary Lab, University of Arizona